# Palazzo Butera

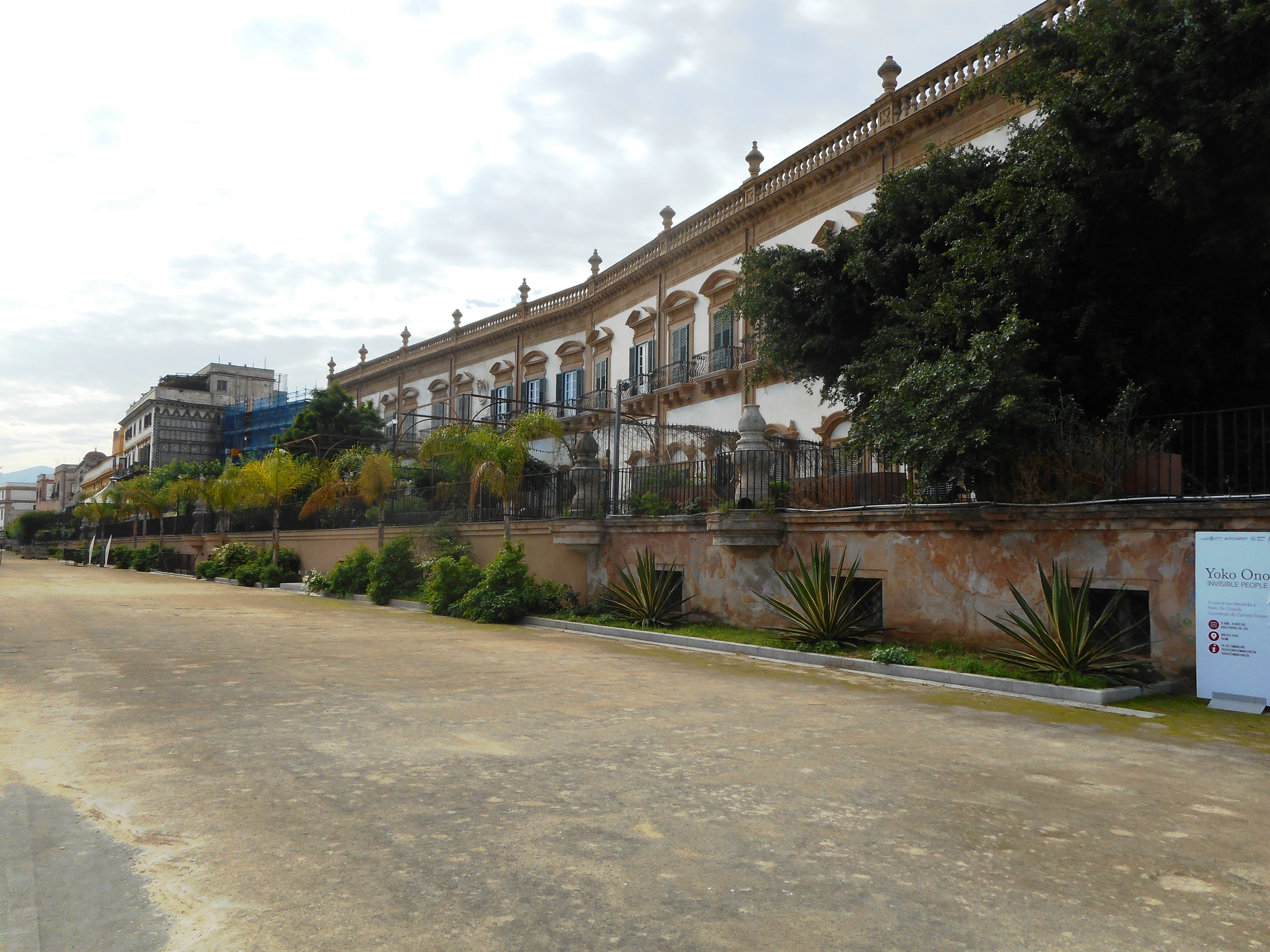
Facciata sulle Mura delle Cattive

Il Palazzo Butera è un complesso monumentale di Palermo situato all'interno del quartiere storico della Kalsa.
Di notevole interesse è il suo affaccio sul Foro Italico, con le cosiddetta Passeggiata delle Cattive, da cui si domina per intero il Golfo di Palermo. Il palazzo è ben visibile dal porto grazie all'accentuata bicromia dei prospetti che ne evidenzia in lontananza il profilo. Insieme con la prospiciente Porta Felice costituisce la quinta scenica di ingresso alla città di Palermo. 

## Vicenda architettonica
Le prime notizie relative al palazzo risalgono al 1692 quando la famiglia Branciforte sceglie il sito ove sorgevano alcune case di loro proprietà per la costruzione di un palazzo cittadino.
L'attuale configurazione architettonica è di epoca settecentesca, ampiamente rimaneggiata alla metà del secolo con l'apporto degli architetti Giacomo Amato per gli esterni, Ferdinando Fuga per gli interni e di Paolo Vivaldi per il piano terrazzato. Altrettanto suggestivo il prospetto verso la città, che si apre con una mirabile enfilade di saloni lunga decina di metri sulla retrostante via Butera dove si trova l'ingresso principale al palazzo.
Gli interni presentano una definizione degli spazi chiaramente settecentesca per quanto eterogenea: dopo il rovinoso incendio del 1759 vennero totalmente riconfigurati nelle veste aulica ancora leggibile a cui si sovrapposero gli interventi successivi di gusto neoclassico e in epoca ancora più tarda vennero aggiunti altri ambienti fra cui la cosiddetta Sala moresca. 
Gli apparati pittorici ottocenteschi sono attribuibili a Elia Interguglielmi e documentano la fase di transizione dalla maniera tardo settecentesca a quella propriamente neoclassica, con esiti di grande qualità.
Nel corso dell'ultimo secolo ulteriori cambiamenti hanno interessato gli interni del palazzo, compresa la sostituzione dei pavimenti maiolicati e la parziale alienazione degli arredi settecenteschi che hanno fatto perdere all'edificio parte del fascino originario.
È stato proprietà dei discendenti dei Branciforte, principi di Butera fino a fine 2015. Nel 2016 il palazzo è stato acquistato da Massimo e Francesca Valsecchi. I nuovi proprietari hanno finanziato un restauro integrale del palazzo, strutturale e artistico con l'intenzione di aprire il bene monumentale alla fruizione pubblica. I lavori di restauro sono iniziati nel gennaio 2016 su progetto dell'architetto Giovanni Cappelletti che ha curato anche l'allestimento museografico delle collezioni. 
Dalla primavera del 2021 Palazzo Butera ha riaperto al pubblico le sue porte con il primo allestimento integrale della collezione di Francesca e Massimo Valsecchi. Tutti gli ambienti del palazzo, restaurati e trasformati in spazi espositivi, ospitano opere della collezione. Lungo il percorso espositivo si incontrano opere d'arte contemporanea, dipinti antichi, porcellane monocrome, vetri iridescenti, mobili e oggetti inglesi dell’era della Rivoluzione industriale.

## Curiosità
Il palazzo ha accolto nel corso dei secoli ospiti illustri, tra cui Goethe e il kaiser Guglielmo II.

Affresco di Gioacchino Martorana nel Palazzo Butera

## Approfondimenti
Seppure non esistano studi specialistici relativi a Palazzo Butera, per un inquadramento sull'edificio si può consultare quanto contenuto in Dimore di Sicilia curato da Gioacchino Lanza Tomasi. Per un inquadramento più generale sul tema si fa riferimento ai lavori di Rosario La Duca che si è occupato a lungo del tema dello sviluppo dell'edilizia palaziale e più in generale dello sviluppo urbano della città di Palermo.